# Шишкин, Михаил Павлович
Михаи́л Па́влович Ши́шкин (род. 18 января 1961, Москва) — русский писатель. Лауреат литературных премий «Русский Букер», «Большая книга» и «Национальный бестселлер» (единственный лауреат всех трёх премий). Живёт в Швейцарии, пишет также на немецком языке.

## Биография
Родился в семье моряка-подводника, участника Великой Отечественной войны, награждённого двумя Орденами Красного Знамени, и учительницы. Дед по отцу в 1930 году был объявлен подкулачником, в результате раскулачивания репрессирован и погиб на строительстве БАМа, бабушка Любовь Шишкина (умерла в 1993 году) бежала из деревни с двумя детьми и устроилась уборщицей под Москвой, старший брат отца Борис пропал без вести в 1941 году. В 2010 году Михаилу Шишкину удалось выяснить, что дядя был расстрелян в немецком плену в 1942 году в результате ложного доноса как еврей. Отец Павел Шишкин (1926—1995) в 17 лет пошёл на войну, чтобы отомстить за старшего брата, после обучения воевал в 1944—1945 годах подводником, всю дальнейшую жизнь скрывал, что он сын репрессированного.
Мать Ирина Георгиевна Шишкина была парторгом в школе № 59 им. Н. В. Гоголя, где в 1959 году разразился скандал с тогдашним школьником Владимиром Буковским. Благодаря декретному отпуску, ей удалось сохранить работу в школе, где впоследствии она стала завучем и директором. Позже в этой же школе учился и Михаил.
Семья распалась ещё до рождения Михаила, первые годы жизни будущего писателя прошли в подвальной московской коммуналке в Староконюшенном переулке. Любовь Шишкина, бабушка по отцу, окончившая три класса церковно-приходской школы, тайно крестила ребёнка. Уже в школьном возрасте Михаил составил отрицательное мнение о Советской власти, сам занимался фотокопированием книг, напечатанных за границей («тамиздат»). Во времена Юрия Андропова мать была уволена из школы за то, что разрешила провести вечер памяти Владимира Высоцкого.
Михаил Шишкин какое-то время работал дворником, укладывал асфальт. Окончил романо-германский факультет Московского государственного педагогического института (1982). Работал три года в журнале «Ровесник», писал об искусстве, переводил с немецкого. Затем пять лет работал учителем немецкого и английского языков в физико-математической школе № 444 Москвы. 
С рождения сына Константина в 1995 году писатель проживал в Швейцарии, в Цюрихе. Занимался литературным трудом и давал уроки. В осеннем семестре 2009 года преподавал в университете Вашингтона и Ли (Вирджиния, США).
В 2012—2013 жил в Берлине в связи с получением стипендии ДААД (нем. DAAD Künstlerprogramm).
На Форуме русской культуры «СловоНово» в Европе в 2018 году писатель сказал, что после 2014 года он объявил себя эмигрантом и в Россию более не ездит.
В 2021 году был избран в Немецкую академию языка и поэзии (Deutsche Akademie für Sprache und Dichtung).
Регулярный участник форума СловоНово.
В 2024 году совместно со швейцарскими славистами учредил литературную премию «Дар». Соучредителями стали известные деятели культуры, общественные и культурные организации, победители были объявлены в мае 2025.
В июне 2025 Михаил Шишкин выступил с пленарным докладом на съезде славистов в Гранаде. Основной тезис доклада, что происходит переход от русской литературы к литературе на русском языке.

## Личная жизнь
Состоит в третьем браке, первые два брака продолжались по семь лет. Первая жена — Ирина Линц из России, сын Михаил (род. 1988), двое внуков Тихон (род. 2020) и Леся (род. 2024).
Вторая жена —  швейцарская славистка Франческа Штёклин; ей посвящён роман «Взятие Измаила», сын Константин (род. 1995).
В 2011 году женился на Евгении Фролковой; 4 августа 2013 года у них родился сын Илья.
Шишкин любит классическую музыку, в качестве хобби играет в снукер (разновидность бильярда).

## Творчество
Публикуется с 1993 года, в последние годы пишет и публикуется также по-немецки. По собственному мнению, продолжает традиции русских классиков (Чехова, Бунина, Набокова, Саши Соколова) в части богатства словаря, музыкальности и пластичности фразы. От западных авторов (Джойса, Вальзера, мастеров «нового романа») воспринял принцип смены стилей и повествовательных инстанций внутри одного произведения, фрагментарность композиции, мозаичность метафоричности, синтаксический динамизм, авангардную смелость фабулы при актуализации языка, перенос центра тяжести текста с сообщения на язык, который, по замечанию самого автора, есть его тропинка к Богу.
Некоторые журналисты отмечают внутреннее родство Шишкина с Сашей Соколовым, особенно заметное в романе «Венерин волос». В эссе Шишкин приводит в качестве главной для него ветви русской литературы список: Чехов, Бунин, Набоков, Саша Соколов. В интервью автор называл в качестве источников вдохновения прозу Александра Гольдштейна, а вне литературы — Андрея Тарковского и Альфреда Шнитке.
По мнению профессора филологии Т. Г. Прохоровой, характерной особенностью прозы Шишкина является своеобразное использование хронотопа: полифоническое использование места и времени. Различные линии не только происходят параллельно, но и временные рамки размыты. По определению самого писателя указать рамки действия трудно: «оно происходит всегда и везде». По мнению журналистки С. Н. Лашовой, Шишкин сшивает различные модусы в единый «пазл» и создаёт «роман-ковчег», причём спасение мира происходит через воскрешение языка.
Книги Шишкина содержат довольно много деталей жизни самого писателя, особенно в романах «Взятие Измаила» и «Венерин волос»: детство в Староконюшенном, отец моряк-подводник, брат в местах заключения, брак со швейцаркой, у которой погиб первый муж, рождение сына в Швейцарии от Франчески, работа переводчиком для претендентов на статус беженцев и многое другое. В книгах встречаются многочисленные аллюзии к любимым писателям Шишкина.
Шишкин одним из первых в русской литературе стал широко применять коллажную технику построения повествования. Роман-коллаж, в частности, предполагает использование немаркированных цитат. Отрывок из «Взятия Измаила»: «И когда горничная поставила на стол тарелку, он замер, и как только закрылась дверь, обеими руками схватил хлеб, засопел, сразу измазал пальцы и подбородок в сале и стал жадно жевать» напоминает рассказ Набокова «Подлец». В связи с этим роман «Венерин волос» породил дискуссию о том, где проходит граница между коллажем и плагиатом.
Лев Данилкин перечисляет сквозные лейтмотивы романов Шишкина, которые превращаются для него в навязчивые идеи: «Россия как страна насилия, смерть ребёнка, предательство и конкуренция языка и реальности… Для Шишкина слова — способ „заговорить“ жестокую реальность». В связи с этим оппоненты упрекают Шишкина в том, что «любая боль для него — лишь материал для словесных коллажей, пусть и очаровывающе красивых».

Шишкин пишет примерно одну книгу в пять лет, причём период ожидания вдохновения бывает, по его собственным словам, довольно мучительным. Такой четырёхлетний период ожидания был после выхода романа «Венерин волос», вслед за чем возникла идея «Письмовника», написанного всего за год. По состоянию на 2025 год новых русских романов Шишкин не объявлял.
В 2016 году в Кракове состоялась международная научная конференция, посвящённая творчеству Михаила Шишкина, по итогам которой вышел большой сборник статей. Отдельный сборник по книге «Взятие Измаила» вышел в Кракове в 2019 году.
В 2024 году Шишкину выпала почётная роль — он прочёл речь по поводу 265 лет со дня рождения Фридриха Шиллера (ежегодная нем. «Schillerrede»).
Книги Шишкина переводились на множество языков.

## Постановки
В 2006 году Евгений Каменькович поставил в Московском театре «Мастерская П. Фоменко» спектакль «Самое Важное» по роману Шишкина «Венерин волос», высоко оцененный самим автором романа. Спектакль получил награду «Хрустальная Турандот» в качестве лучшего спектакля 2007 года. Олег Табаков ставит «Письмовник» во МХАТе, режиссёр — Марина Брусникина, премьера состоялась в октябре 2011 года.
Московский открытый студенческий театр МОСТ поставил спектакль «Аттракцион» по роману «Взятие Измаила» (режиссёр Георгий Долмазян). 14 февраля 2012 года состоялась премьера спектакля «Кампанила Святого Марка» по одноимённой документальной повести (режиссёр Никита Кобелев, в ролях: Е. Смирнова, Е. Сачков) в рамках Авторского проекта Н. Кобелева при поддержке Центра имени Вс. Мейерхольда. Постановки пользуются большим успехом.
В июне 2011 пианист и режиссёр Алексей Ботвинов поставил спектакль «Письмовник. Элегия» в Одессе. В декабре 2012 в Цюрихе прошли премьерные показы немецкоязычной версии спектакля.
В 2016 году Московский детский камерный театр кукол поставил спектакль для взрослых «Письмовник», режиссёр-постановщик — Борис Константинов, та же книга была использована для постановки Санкт-Петербургским театром «Мастерская» в 2015 году, автор постановки — Наталия Лапина.
В 2019 году в Берне был поставлен спектакль по пьесе, написанной Михаилом Шишкиным на немецком языке на основе фильма Фрица Ланга «М» (1931), режиссер Эберхард Кёлер вместе с «Театром поколений» из Петербурга.
В 2022 году Театр на Спасской осуществил «в пространстве экспериментальной сцены» постановку по книге «Письмовник», режиссер Наталья Красильникова.

## Общественная позиция
В 2013 году Шишкин отказался представлять Россию на международной книжной ярмарке США «BookExpo America 2013» по политическим соображениям. Писатель изложил свой взгляд на аннексию Крыма Россией в четырёх эссе, опубликованных в европейских газетах в 2014 году.
В начале июня 2018 года призвал демократические страны бойкотировать чемпионат мира по футболу в России. В интервью швейцарской газете Tages-Anzeiger Шишкин отметил, что спорт в России понимается как «продолжение войны».
В 2019 году подписал «Открытое письмо против политических репрессий в России».
В марте 2022 года подписал открытое письмо, осуждающее российское вторжение на Украину. Заявил, что вторжение стало возможным из-за бездействия европейских политиков после захвата Крыма.
21 марта 2025 года Минюстом России был внесён в реестр «иностранных агентов».

## Произведения

### Романы на русском
- Михаил Шишкин. Всех ожидает одна ночь (Записки Ларионова). — Вагриус, 2007. — 352 с. — 7000 экз. — ISBN 5-9697-0199-8.
- Михаил Шишкин. Взятие Измаила. — Вагриус, 2001. — 400 с. — ISBN 5-264-00499-4.
- Михаил Шишкин. Венерин волос. — Вагриус, 2007. — 480 с. — 5000 экз. — ISBN 978-5-9697-0351-3.
- Михаил Шишкин. Письмовник. — М.: АСТ; Астрель, 2010. — 412 с. — 5000 экз. — ISBN 978-5-17-068355-0.

### Повести на русском
- Михаил Шишкин. Русская Швейцария (Путеводитель). — Цюрих: «Pano Verlag», 2000.
- Михаил Шишкин. Слепой музыкант. — Вагриус, 2007. — 7000 экз. — ISBN 978-5-9697-0395-7.
- Михаил Шишкин. Кампанила Святого Марка. — Сноб. — Сноб Медиа, 2011. — Т. 7.

### Рассказы и эссе на русском
- Михаил Шишкин. Урок каллиграфии. — «Знамя», 1993. — С. 124—133.
- Урок швейцарского (1998)
- Спасённый язык (2001)
- Человек как объяснение цвета в любви (2004)
- Вильгельм Телль как зеркало русских революций (2005)
- Лодка, нацарапанная на стене (2008)
- Вальзер и Томцак (2013)
- Родина ждёт Вас! (2014)
- Михаил Шишкин. Пальто с хлястиком. — Сноб. — Сноб Медиа, 2010. — ISBN 978-5-17-096260-0.
- Михаил Шишкин. Буква на снегу. — М.: АСТ, 2019. — ISBN 978-5-17-116180-4.
- Михаил Шишкин. Мои. Эссе о русской литературе. — BAbook, 2024. — 362 с.

### Произведения на немецком
- Auf den Spuren von Byron und Tolstoi. Eine literarische Wanderung von Montreux nach Meiringen. Rotpunktverlag, Zürich 2012, ISBN 978-3-85869-515-4. (По следам Байрона и Толстого. Литературная прогулка из Монтрё в Майринген).
- Michail SchischkinTote Seelen, lebende Nasen. Eine Einführung in die russische Kulturgeschichte. Ein multimediales Digitalbuch. Kleinlütze. Мёртвые души, живые носы: Введение в русскую историю культуры = Tote Seelen, lebende Nasen. Eine Einführung in die russische Kulturgeschichte. Ein multimediales Digitalbuch. (нем.). — Petit-Lucelle Publishing House, 2019. — ISBN ISBN 978-3-033-07082-0.
- Fritz Pleitgen, Michail Schischkin. Frieden oder Krieg. Russland und der Westen — eine Annäherung. Ludwig Verlag, München 2019, ISBN 978-3-453-28117-2. (Мир или война: Россия и Запад. Соавтор Фритц Пляйтген).

## Премии, номинации
- 1993 — Премия журнала «Знамя» за лучший литературный дебют (роман «Всех ожидает одна ночь»)
- 1999 — Премия кантона Цюрих за путеводитель «Русская Швейцария»
- 1999 — Премия «Глобус» за произведение, способствующее сближению народов и культур, назначенная ВГБИЛ им. М. И. Рудомино (роман «Взятие Измаила»)[65][66]
- 2000 — Лауреат премии «Русский Букер» (роман «Взятие Измаила»)
- 2005 — Лауреат премии за лучшую иностранную книгу года, Франция (книга эссе «Монтрё — Миссолунги — Астапово: По следам Байрона и Толстого»)
- 2005 — Лауреат премии «Национальный бестселлер» (роман «Венерин волос»)
- 2006 — Лауреат премии «Большая книга» (третье место, роман «Венерин волос»)
- 2006 — Финалист Литературной бунинской премии (роман «Венерин волос»)[67]
- 2007 — Grinzane Cavour Prize (итальянский перевод «Венериного волоса»)
- 2007 — Halpérine-Kaminski Prize for the Best Translation (Laure Troubeckoy, за французский перевод «Венериного волоса»)
- 2010 — Орден журнала «Знамя»[68]
- 2010 — Первая премия портала «Имхонет» в категории «Любимый писатель»[69]
- 2011 — Роман «Письмовник» вошёл в шортлист претендентов на премию «Большая книга»[51][70]
- 2011 — Лауреат Международной литературной премии берлинского Дома культуры народов мира за роман «Венерин волос» вместе с переводчиком на немецкий Андреасом Третнером[71].
- 2011 — Роман «Письмовник» вошёл в шортлист претендентов на премию «Книга года»[72]
- 2011 — Роман «Письмовник» вошёл в шорт-лист претендентов на премию «Нос»[73]
- 2011 — Премия «Большая книга» (первая премия) за роман «Письмовник», в том числе победа в «народном голосовании»[74]
- 2022 — Премия Стрега Еуропео в Италии за роман «Письмовник» (Punto di fuga в итальянском переводе)[75]